# Аја Санта Марија III (Кјети)
Аја Санта Марија III (итал. Aia Santa Maria III) је насеље у Италији у округу Кјети, региону Абруцо.
Према процени из 2011. у насељу је живело 41 становника. Насеље се налази на надморској висини од 269 м.